# Bathypolypus sponsalis
Bathypolypus sponsalis är en bläckfiskart som först beskrevs av Fischer 1892.  Bathypolypus sponsalis ingår i släktet Bathypolypus och familjen Octopodidae. Inga underarter finns listade i Catalogue of Life.